# Disney Comics
Disney Comics foi a editora de histórias em quadrinhos da The Walt Disney Company (conhecida apenas como Disney). Ela funcionou apenas de 1990 a 1993. A editora tinha relação com a W. D. Publications, Inc., que era subsidiária da The Walt Disney Company e que publicou a “Disney Comics” nessa época.
W. D. Publications, Inc. criou a Disney Comics em 1990 para que The Walt Disney Company não dependesse de editoras não relacionadas à empresa, assim como a Gladstone Publishing. Nos Estados Unidos, a [Disney licenciou seus quadrinhos para outros editores até  1990. Desde a extinção da Disney Comics, a Disney deu a licença de suas histórias em quadrinhos para várias editoras de quadrinhos dos EUA, enquanto continuava a publicar seu material nas revistas Disney Adventures e Disney Comic Zone, as quais também já são extintas. A Disney manteve essa estratégia também com outros projetos de livros e voltou para o mercado de quadrinhos em 2009 com a compra da Marvel Entertainment.
Marvel e Disney Publishing começaram a publicar juntos a revista Disney/Pixar Presents em maio de 2011 mas mantiveram os serviços da Boom! Studios na publicação das histórias em quadrinhos da Disney. Até 1990, os únicos quadrinhos da Disney publicados foram da Itália, logo depois da Disney Itália assumir o cargo no lugar da editora Mondadori em 1988.

## Títulos iniciais
No primeiro um ano e meio de funcionamento, a Disney Comics publicou:
- Walt Disney's Comics and Stories (edições #548-585) — continuando séries anteriormente publicadas pela Dell Comics (1940–1962), Gold Key Comics/Whitman, (1962–1984), e Gladstone Publishing (1986–1990);
- Uncle Scrooge (edições #243-280) — continuando séries anteriormente publicadas pela Dell Comics (1952–1962), Gold Key Comics/Whitman (1962-1984), e Gladstone Publishing (1986-1990);
- Donald Duck Adventures (38 edições);
- DuckTales (18 issues);
- Mickey Mouse Adventures (18 edições);
- Goofy Adventures (17 edições);
- Roger Rabbit (comic book) (18 edições);
- Chip 'n Dale Rescue Rangers (19 edições);
- TaleSpin (11 edições — incluindo uma quarta edição limitada baseada em um episódio de pré-estreia, seguido por sete edições regulares);
- Roger Rabbit's Toontown (5 edições)

## Coleções iniciais
Além disso, no primeiro ano da empresa, foram publicados oito histórias em quadrinhos em formato de livros chamados Disney Comics Album.
1. Donald Duck and Gyro Gearloose;
2. Uncle Scrooge and the Phantom of Notre Duck;
3. Donald Duck in Dangerous Disguise;
4. Mickey Mouse Outwits the Phantom Blot;
5. Chip 'n Dale Rescue Rangers: The Secret Casebook;
6. Uncle Scrooge in Tralla-La;
7. Donald Duck in Too Many Pets!;
8. Super Goof — The World's Silliest Super-Hero!

## Expansão planejada
Nesse período, foram anunciados planos de expansão. Um das primeiras subdivisões da editora, que recebeu o “nome-fantasia” de Vista Comics, apresentaria super-heróis adaptados de filmes da Disney, assim como Tron: Uma Odisseia Eletrônica e The Scarecrow of Romney Marsh, que estava sendo desenvolvida pelo escritor de histórias em quadrinhos e editor de animações Martin Parko. A segunda subdivisão, Touchmark Comics, foi anunciada com o antigo editor da DC Comics, Art Young, na chefia. Entre os scripts que o Touchmark adquiriu, estava “Enigma”, de Peter Milligan, e “Sebastian O”, de Grant Morrison.
A abordagem dos personagens da Disney pelo editor-chefe da Marvel Comics, Len Wein, foi criticada por muitos fãs antigos da Disney. A contratação de Wein foi comemorada pela comunidade criativa de quadrinhos como uma alternativa para substituição do antigo editor-chefe da Marvel Comics, Jim Shooter. Antes do lançamento dessa divisão de histórias em quadrinhos, a Disney alegou que sua intenção era se tornar rapidamente uma presença dominante no mercado das histórias em quadrinhos, competindo com os líderes da indústria DC e Marvel.

## A implosão da Disney
Essas expectativas infundadas, juntamente com números baixos de venda, levou a um grande cancelamento em 1991. Ecoando o que foi chamado de “implosão” da DC em 1970, a editora Dana Gabbard do “Duckburg Times” apelidou o fracasso de “implosão da Disney”. “Walt Disney’s Comics and Stories”, “Uncle Scrooge” e “Donald Duck Adventures” foram os únicos títulos que sobreviveram.

## Títulos que sobraram
Após a implosão, os 3 títulos continuaram a ser publicados junto com minisséries baseadas em programas de TV ou filmes. Eles incluíam:
- Darkwing Duck;
- The Little Mermaid;
- Disney's Comics in 3-D;
- Duck universe;
- Beauty and the Beast;
- Dinosaurs;
- Aladdin

Entretanto, todos os planos de expansão foram cancelados. O editor Art Young voltou para a DC e muitos dos títulos não publicados do Touchmark foram publicados como parte da sua nova subdivisão, “Vertigo”.
Wein saiu do cargo e Marv Wolfman se concentrou em ser o editor de quadrinhos da “Disney Adventures”. Relembrando os velhos tempos, Bob Foster, Cris Palomino e David Seidman trouxeram uma apreciação dos personagens clássicos da Disney para os 3 próximos títulos. Foster, especialmente após conviver muito com as histórias em quadrinhos e as tirinhas da Disney, se especializou na re-impressão de itens raros que até mesmo os maiores fãs não conheciam. Os estúdios Disney finalmente decidiram fechar a editora de histórias em quadrinhos, Disney Comics, em 1993.

## Licenças
Em 1990, o subsidiário da Disney, W. D. Publications, Inc. revogou a licença de publicação das histórias em quadrinhos da Gladstone para criar a Disney Comics. No mesmo ano, Gladstone recebeu uma nova licença para publicar uma série de álbuns de capa mole no mercado de colecionadores, imprimindo novamente, em cores, as histórias de Carl Barks, ilustrador dos estúdios Disney. Depois que a Disney Comics fechou em 1993, Gladstone recuperou a licença dos quadrinhos de personagens clássicos da Disney, os quais voltaram com a publicação em 1998, enquanto a Marvel Comics conseguiu a licença para os personagens modernos da Disney em 1994 e os publicou até vender seus direitos para a editora Acclaim em 1997.
Eles licenciaram vários títulos, assim como “Gargoyles”, “Tron” para “Slave Labor Graphics”. Em 2003, Gladstone tornou-se Gemstone Publishing e, mais uma vez, publicou os quadrinhos com personagens clássicos até 2008. Boom Studios tem a licença para os personagens clássicos dos desenhos animados, tanto dos mais novos quanto dos mais velhos, além de já ter segurado a licença de muitos projetos para Pixar e Muppet. “Checker Publishing Group” tem a licença de impressão de quadrinhos que a Disney comprou da editora CrossGen.